# Mark Adair
Mark Richard Adair (nacido el 27 de marzo de 1996) es un jugador de críquet irlandés.

## Carrera internacional
En junio de 2019, Adair fue incluido en el equipo de los Lobos de Irlanda para su serie en casa contra el equipo de cricket de Escocia A. El 24 de julio de 2019, Adair recibió un contrato central de Cricket Ireland.
En 2019, Adair hizo su debut en Test y ODI contra Inglaterra el año pasado, impresionando en el Test match en Lord's, donde terminó con cifras de partidos de 6-98.
En enero de 2020, fue uno de los diecinueve jugadores a los que se les otorgó un contrato central de Cricket Ireland.